# Полковник-Дяково
Полко́вник-Дя́ково (болг. Полковник Дяково) — село в Добрицькій області Болгарії. Входить до складу общини Крушари.

## Населення
За даними перепису населення 2011 року у селі проживали 290 осіб.
Національний склад населення села:
| Національність   | Кількість осіб | Відсоток |
| ---------------- | -------------- | -------- |
| болгари          | 140            | 53,0%    |
| турки            | 124            | 47,0%    |
| цигани           | 0              | 0%       |
| інша             | 0              | 0%       |
| не визначились   | 0              | 0%       |
| Всього відповіли | 264            |          |

Розподіл населення за віком у 2011 році:
Динаміка населення: